# Дабул, Брайан
Брайан Дабул (исп. Brian Dabul), род. 24 февраля 1984 года в Буэнос-Айресе, Аргентина) — аргентинский теннисист.

## Спортивная карьера
Брайан Дабул начал играть в теннис в возрасте пяти лет. Профессиональную карьеру начал в 2001 году. В 2003 выиграл первый турнир серии ITF Futures, а и ещё по два турнира в 2004 и 2005. В 2006 году уже побеждает на трех турнирах Futures. В 2007 году выигрывает два турнира ATP Challenger Series в Белу-Оризонти и Кампус-ду-Жордау. В 2008 выигрывает Challenger в Сан-Луис-Потоси и дебютирует в мировом туре ATP. Произошло это в основной сетке Уимблдонского турнира. На турнире ATP в Кицбюэле этого года ему впервые удается дойти до четвертьфинала. В августе защищает свой титул на турнире ATP Challenger Series в Кампус-ду-Жордау. В начале 2009 впервые сумел пробиться в первую сотню в рейтинге теннисистов-профессионалов, максимально поднявшись на 82-е место. В этом же году в соревнованиях парного разряда вместе с уругвайцем Пабло Куэвасом Бриан Дабул впервые завоевал титул ATP. Произошло это на турнире в Винья-дель-Мар.
В сезоне 2010 года выигрывает на трех турнирах Challenger. На травяном покрытие в Ньюпорте он впервые пробился в полуфинал турниров ATP.

## Выступления на турнирах ATP
| Легенда                        |
| ------------------------------ |
| Турниры Большого шлема         |
| Кубок Мастерс / финал АТР-тура |
| ATP Мастерс / ATP Мастерс 1000 |
| АТР Gold / АТР 500             |
| АТР International/ АТР 250     |

### Титулы ATP за карьеру (1)

#### Парный разряд (1)
| №  | Дата       | Турнир         | Покрытие | Партнёр      | Соперники в финале              | Счёт в финале |
| -- | ---------- | -------------- | -------- | ------------ | ------------------------------- | ------------- |
| 1. | 7 фев 2009 | Винья-дель-Мар | Грунт    | Пабло Куэвас | Франтишек Чермак Михал Мертиняк | 6-3, 6-3      |